# رباط عقبي نردي ظهري
الرّباط العَقِبي النَّردي (المكعبي) الظهري (الرباط العقبي النردي العلوي) هو حزمة رقيقة _لكن عريضة_ تمرُّ بين السطوح المُتَجاورة لعظم العقب والعظم النردي (المُكعبي) على الوجه الظهري للمَفْصِل.
أربطة القدم من الناحية الجانبية.
(العقبي النردي في المركز والأعلى).